# Belva Ann Lockwood

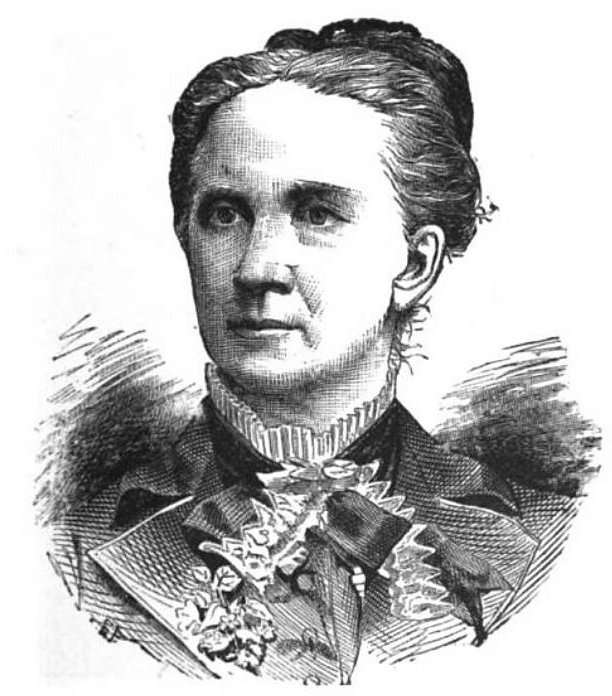
Gravur von Belva Ann Lockwood

Belva Ann Bennett Lockwood (* 24. Oktober 1830 in Royalton, New York; † 19. Mai 1917 in Washington, D.C.) war eine US-amerikanische Anwältin und Frauenrechtlerin. Sie war die erste Frau, die als Anwältin einen Fall vor dem Obersten Gerichtshof der USA verhandelte. Im Jahr 1884 trat sie als erste Frau offiziell mit einer eigenen Kampagne als Präsidentschaftskandidatin an.

## Kindheit und Jugend
Lockwood wurde als Belva Ann Bennett geboren und wuchs auf einer Farm auf. Im Alter von 14 Jahren entschieden ihre Eltern, Belva von der örtlichen Schule zu nehmen, damit sie im Haushalt helfen könnte. Ihr Vater hielt – wie zur damaligen Zeit nicht unüblich – schulische Ausbildung für Mädchen für überflüssig. Die Schule bot dem begabten Mädchen jedoch an, als Lehrerin tätig zu werden, was Bennett annahm. Nachdem sie herausfand, dass ihr Lohn nur die Hälfte des Lohnes männlicher Kollegen betrug, beschwerte sich die damals 15-Jährige unter anderem beim Pastor der Gemeinde. Als sie drei Jahre später ihre Arbeit als Lehrerin aufgeben wollte, um sich an einer Hochschule weiterbilden zu lassen, versagte ihr ihr Vater schließlich die dafür notwendige finanzielle Unterstützung. Im Alter von 18 Jahren heiratete Bennett daraufhin Uriah McNall, einen Nachbarn der angrenzenden Farm, der außerdem ein Sägewerk betrieb. Da ihr die weitere Ausbildung verschlossen schien, betrachtete Bennett die Heirat als einzigen weiteren Lebensweg, den sie einschlagen konnte.
1850 kam die gemeinsame Tochter Lura zur Welt. Kurz darauf erlitt McNall einen Unfall in seinem Sägewerk, aufgrund dessen er arbeitsunfähig wurde. Bennett übernahm in der Folge sowohl die Kinderbetreuung als auch die Arbeit im Sägewerk. Der Gesundheitszustand ihres Ehemannes verschlechterte sich jedoch in dieser Zeit weiter, bis McNall 1853 schließlich an einer Lungenkrankheit starb. Verwitwet und mit einem Kleinkind zu versorgen, nahm die 22-jährige Bennett ihren Kindheitstraum wieder auf und schrieb sich für ein College-Studium ein.

## Karriere
Nachdem Bennett erfolgreich ihr Studium abgeschlossen hatte, unterrichtete sie im Bundesstaat New York, bevor sie 1866 nach Washington, D. C. zog. Dort begann sie erneut zu unterrichten. Zwei Jahre später heiratete sie Ezekiel Lockwood, einen Zahnarzt und Bürgerkriegsveteranen, und nahm dessen Nachnamen an. Mit ihrem zweiten Ehemann hatte Lockwood eine weitere Tochter, die jedoch im Kleinkindalter verstarb.
Im Jahr 1870 wollte sich Lockwood am Columbian College (heutige George-Washington-Universität) für ein Studium der Rechtswissenschaften einschreiben, wurde jedoch abgelehnt. Daraufhin bewarb sie sich an der National University Law School, wo sie in den Kursbetrieb aufgenommen wurde. Als sie jedoch 1873 ihr Kurspensum erfolgreich absolviert hatte, wurde ihr zunächst der Abschluss verweigert. Lockwood wendete sich daraufhin an Präsident Ulysses S. Grant, der von Amts wegen der Institution vorstand. Er intervenierte und sorgte dafür, dass Lockwood ihren formalen Abschluss erhielt. Dennoch wurde Lockwood zunächst nicht als Anwältin zugelassen, mit dem expliziten Hinweis, dass Frauen nicht in Gerichtssälen verloren hätten. Bis 1879 setzte sich Lockwood jedoch hartnäckig und erfolgreich für ihre Zulassung ein. In diesem Jahr wurde sie vor dem Obersten Gerichtshof der USA eingeschworen. 1880 verhandelte sie dann als erste Frau einen Fall vor eben jenem Obersten Gerichtshof.
Im Jahr 1884 sorgte Lockwood für Aufsehen, als sie sich als unabhängige Kandidatin für das Amt des US-Präsidenten aufstellen ließ. Sie begründete ihren Schritt damit, dass sie als Frau zwar kein Wahlrecht habe, aber Männer das Recht hätten sie zu wählen. Vier Jahre später ließ sie sich erneut aufstellen.